# Nikolas Veratschnig
Nikolas Konrad Veratschnig (* 24. Jänner 2003 in Villach) ist ein österreichischer Fußballspieler.

## Karriere

### Verein
Veratschnig begann seine Karriere beim SV Feldkirchen. Zur Saison 2017/18 wechselte er in die Akademie des Wolfsberger AC. Im Oktober 2020 debütierte er für die Amateure der Wolfsberger in der Regionalliga. In der Saison 2020/21 kam er bis zum COVID-bedingten Saisonabbruch zu zwei Regionalligaeinsätzen. In der Saison 2021/22 absolvierte er bis zur Winterpause zwölf Partien für WAC II, ehe er im Dezember 2021 einen bis Juni 2024 laufenden Profivertrag erhielt und in den Profikader rückte.
Daraufhin debütierte Veratschnig im Februar 2022 in der Bundesliga, als er am 21. Spieltag der Saison 2021/22 gegen den FK Austria Wien in der 77. Minute für Matthäus Taferner eingewechselt wurde. Insgesamt kam er für Wolfsberg zu 64 Bundesligaeinsätzen, in denen er einmal traf.
Zur Saison 2024/25 wechselte er nach Deutschland zum Bundesligisten 1. FSV Mainz 05, bei dem er einen bis 2028 laufenden Vertrag erhielt. Sein erstes Pflichtspiel für Mainz bestritt er in der ersten Runde des DFB-Pokals gegen Wehen Wiesbaden, als er in der 81. Minute eingewechselt wurde.

### Nationalmannschaft
Veratschnig spielte im Juni 2021 einmal für die österreichische U-18-Auswahl. Im September 2021 debütierte er gegen die Türkei im U-19-Team. Mit der U-19-Auswahl nahm er 2022 an der EM teil. Während des Turniers kam er in allen vier Partien zum Einsatz, mit Österreich schied er aber in der Gruppenphase aus und verpasste anschließend auch die Qualifikation für die WM.
Im September 2022 gab er gegen Montenegro sein Debüt für die U-21-Auswahl.
Im Mai 2025 wurde er erstmals in den Kader der A-Nationalmannschaft berufen.